# اندیس چشمه شورم
چشمه شورم یک اندیس غیرفلزی است که در حوالی شهر شیر گشت استان خراسان قرار دارد و مادهٔ معدنی موجود در آن، فسفات است.  